# Johannes Nellemann
Johannes Magnus Valdemar Nellemann, född 1 november 1831, död 26 augusti 1906, var en dansk jurist och politiker.
Nellemann blev professor vid Köpenhamns universitet 1859, juris hedersdoktor vid Uppsala universitet 1877, nationalbanksdirektör 1896 och fortsatte som jurist särskilt Anders Sandøe Ørsted och Johannes Ephraim Larsens verk som processrättslig författare och genomförde flera viktiga lagar. Han var medlem av Landstinget 1870-1906 och var 1875-1896 justitieminister och minister för Island. Ursprungligen var han ansluten till Mellempartiet men blev senare en av högerns främsta krafter. Nellemann blev som statsrättslig teoretiker och skicklig politisk skribent ett ypperligt komplement till Jacob Brønnum Scavenius Estrup inom regeringen. Han var tillsammans med Hans Peter Ingerslev huvudman bakom den storpolitiska förlikningen 1894.